# Slaget vid Ölands södra udde
Slaget vid Ölands södra udde, eller slaget vid Öland, var ett sjöslag mellan en allierad dansk-nederländsk och en svensk flottstyrka i Östersjön utanför Ölands östkust den 1 juni 1676. Slaget var en del av skånska kriget och utkämpades med syfte att nå sjöherravälde i södra Östersjön. Sverige var i akut behov av att kunna föra över förstärkningar till sina nordtyska besittningar medan Danmark ville föra över en armé till Skåne och därigenom tvinga svenskarna att utkämpa kriget på egen mark.
Före slaget kantrade det svenska flaggskeppet Kronan vid en oförsiktigt utförd manöver och sjönk med förlust av nästan hela besättningen, inklusive befälhavaren för den svenska flottan, riksamiral Lorentz Creutz. Oordningen, som därmed uppstod i den svenska flottstyrkan, utnyttjades av den allierade styrkan under ledning av den nederländske amiralen Cornelis Tromp. Den som stod näst i den svenska befälsordningen, amiral Claas Uggla, blev omringad och fick sitt flaggskepp Svärdet sönderskjutet och nedbränt. Uggla drunknade när hans skepp sjönk, och därefter flydde resten av den svenska flottan.
Slaget resulterade i danskt sjöherravälde som kvarstod resten av året. Kung Kristian V blev fri att skicka över trupper till Skåne och den 29 juni landsteg 14 500 man vid Råå söder om Helsingborg. Skåne blev sedan den viktigaste skådeplatsen för kriget med de stora slagen vid Lund, Halmstad och slaget vid Landskrona. Danska och nederländska flottstyrkor härjade fritt på Öland, Gotland och längs den svenska kusten ända upp till Stockholm. Det svenska misslyckandet ledde till att man tillsatte en kommission för att utreda det skedda.

## Bakgrund
Sverige hade sommaren 1675 gått till anfall mot Brandenburg på begäran av sin allierade Frankrike, dåtidens mäktigaste europeiska stormakt. Detta ledde till en krigsförklaring från Nederländerna, som låg i krig med Frankrike som en del av det fransk-nederländska kriget. Efter en svensk förlust mot brandenburgska styrkor vid slaget vid Fehrbellin den 18 juni 1675, gick en rad nordtyska stater, och även den tysk-romerske kejsaren, i krig mot Sverige. Även Danmark, som såg chansen att ta tillbaks Skåne, Blekinge och Halland som förlorats till Sverige 1658, förklarade krig den 2 september. Södra Östersjön blev nu strategiskt viktig för båda sidor. Danmark behövde sjölederna för att kunna invadera Skåne och Sverige för att kunna undsätta de svenska besittningarna i Pommern och båda länder behövde säkra sina maritima transportleder.
År 1675 utnämndes Gustaf Otto Stenbock att leda den svenska flottan, men han kom aldrig längre än till Karlsöarna väster om Gotland, innan den var tvungen att vända tillbaka på grund av dåligt väder, sjukdom och förlust av utrustning. Gustav Otto Stenbock hölls personligt ansvarig av Karl XI för detta misslyckande och tvingades betala expeditionen med egna medel. Vintern 1675-1676 försökte den svenska flottan återigen ingripa, nu under riksamiralen Lorentz Creutz, men hindrades av den tjocka isen den vintern.

## Upptakt
I början av april 1676 seglade en dansk flotta på 20 fartyg ut under ledning av amiral Niels Juel, och den 29 april landsteg styrkorna på Gotland, som kapitulerade. Den svenska flottan beordrades ut den 4 maj, men möttes av svåra vindförhållanden och blev försenad till den 19 maj. Niels Juel hade då redan lämnat Visby och seglat mot Bornholm för att förenas med en mindre dansk-nederländsk styrka, som började kryssa mellan Skåne och ön Rügen för att förhindra svenska förstärkningar att nå Pommern. Den 25 och 26 maj drabbade de två flottorna samman mellan Bornholm och Rügen. Trots att den svenska flottan var numerärt överlägsen, lyckades den inte tillfoga fienden några förlustar och istället förlorades en brännare och ett mindre fartyg.
Flera officerare vittnade om att Creutz hamnat i konflikt med sina underordnade befälhavare. Fredrik Evert Taube, kommendör på Mars berättade att de andra officerarna efter skärmytslingen vid Bornholm hade blivit "utbannade som pojkar" och "aktat varken skyldig eller oskyldig, utan skärt dem nästan alla över en kam". Armékaptenen Rosenberg intygade i förhör att riksamiralen Creutz också "så nära om natten fått slag" av Johan Bärs uppträdande vid Bornholm och att han "aldrig mer gå på flottan med sådana skälmar". Enligt marinarkeologen och chefen för de arkeologiska utgrävningarna av Kronan Lars Einarsson var förtroendet mellan Creutz och de övriga befälen vid det här laget kört i botten.
Efter sammanstötningen ankrade flottan vid Trelleborg, där kung Karl XI väntade med nya order om att man skulle återta Gotland. Man skulle också undvika strid till sjöss tills man var i höjd med Ölands norra udde för att försöka slåss i hemmavatten. När den svenska flottan lämnade Trelleborg den 30 maj fick den danska flottan snart kontakt och började förfölja den svenska styrkan. Vid det här laget hade danskarna blivit förstärkta av ytterligare en mindre styrka och räknade nu sammanlagt 42 fartyg, varav 25 stora eller medelstora skepp. Med förstärkningarna kom också den nya generalamiralen och nederländaren Cornelis Tromp, en av samtidens skickligaste sjötaktiker, som hade värvats av Kristian V. De två flottorna följdes åt norrut och den 1 juni nåddes Ölands södra udde i halv storm. Svenskarna hade bildat en linjeformation och försökte hinna före Tromps styrka och lägga sig mellan dem och land för att få lä av land och från blåsten för att få ett bättre utgångsläge i en kommande strid. De nederländska och danska skeppen lyckades dock segla högre upp i vinden och knappade in. Den hårda vinden gick hårt åt riggen på många av de svenska skeppen, och stänger och rår lossnade eller knäcktes, vilket gjorde det svårt att hålla ihop flottan. På förmiddagen närmade sig de två flottorna varandra och var snart inom skotthåll.

## Slaget

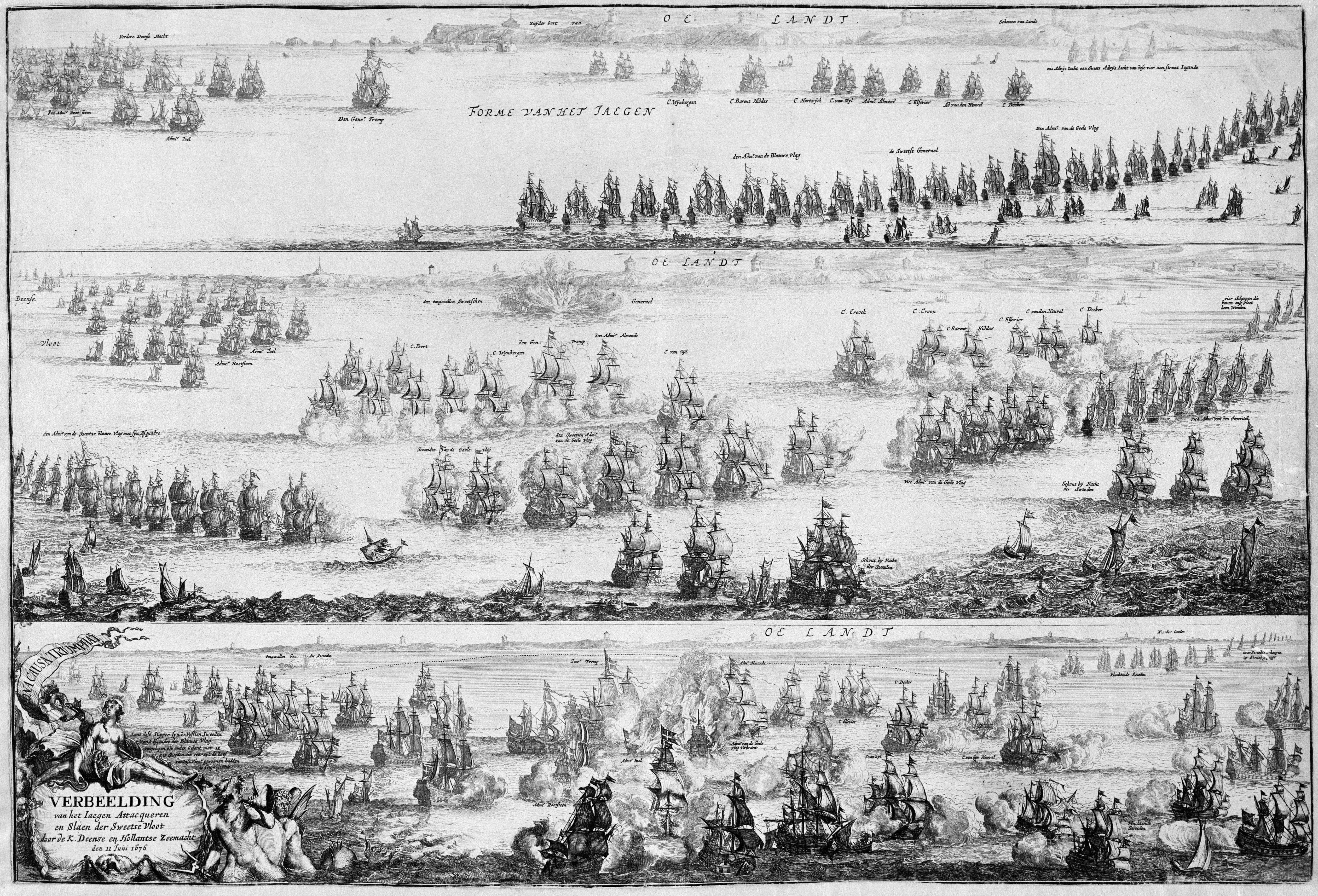
En samtida avbildning som delar in slaget i tre faser: först de två flottorna på väg norrut längs Ölandskusten; sedan visas hur Kronan exploderar och Svärdet omringas; och sist hur den svenska flottan drivs på flykt av de allierade styrkorna. Kopparstick av Romeyn de Hooghe, 1676.

Vid tolvtiden på dagen, nordost om byn Hulterstad, avlossades ett kanonskott från det svenska skeppet Svärdet, vilket var den överenskomna signalen för att vända och möta fienden. Enligt några källor stod ett holländskt skepp för det egentliga startskottet, för att maskera en framryckande brännare vilket fick den svenska flottan att reagera. Efter Svärdets skott, svarade flaggskeppet Kronan med ett skott och påbörjade en vändning utan att ha förberett detta tillräckligt noga. Enligt tygmästaren (artilleriofficeren) Anders Gyllenspaks vittnesmål revades inte tillräckligt med segel, kanonportarna lämnades öppna och kanonerna blev inte fastsurrade. Skeppet krängde djupt åt babord och fick såpass kraftig slagsida att hon började ta in vatten genom de lägre kanonportarna på babordssidan. Anders Gyllenspak vittnade också om att kanonerna efter vändningen stod med mynningarna under vattennivån och sedan inte gick att dra in. Medan skeppet redan lutade kraftigt, kom en kraftigt vindby och välte skeppet över på sidan så att masterna låg raklånga längs vattnet. Efter en stund exploderade också krutförrådet i fören och sprängde bort det mesta av Kronans främre styrbordssida för om stormasten. Hon förlorade snabbt bärkraft och sjönk. Fyra skepp ur Creutz och Ugglas eskadrar flydde när de såg att flaggskeppet hade förolyckats.
Kronans plötsliga förlisning ledde till förvirring och oordning i den redan utspridda svenska flottan. Amiral Claas Uggla stod näst i rang efter Creutz och var nu högsta befäl. I och med vändningen låg hans skepp Svärdet på kollisionskurs med det ännu flytande vraket av Kronan och tvingades göra en kovändning, en manöver undan vinden, för att inte segla på vraket. Svärdets andra vändning tolkades av vissa som en signal att också vända, medan andra såg det som ett tecken på allmän reträtt och det uppstod allmän förvirring i den svenska styrkan. Uggla minskade farten för att samla flottan, men blev istället skild från de andra fartygen.
Tromp på Christianus Quintus, viceamiral Jens Rodsten på Tre Løver och Niels Juel på  Churprindsen utnyttjade kaoset för att omringa och anfalla Svärdet. Flera svenska fartyg försökte komma till undsättning, men hade hamnat i lä och var oförmögna att ge effektivt understöd. Efter en och en halv till två timmars hård artilleriduell gick stormasten på Svärdet överbord och Uggla såg sig då tvungen att stryka flagg (signalera att ge upp). Trots det antändes Svärdet av misstag eller missförstånd av den nederländska brännaren t'Hoen. Det näst största svenska krigsskeppet gick under i lågorna och 600 av en besättning på 650 dog, bland dem Uggla. Hieronymus, Neptunus och Järnvågen, ett bestyckat handelsfartyg, var de fartyg som aktivt hade försökt komma till Ugglas undsättning. Av dessa kom bara Hieronymus undan, och det illa tilltygat, medan de övriga erövrades av Niels Juel på Anna Sophia.
Runt klockan sex på kvällen hade svenskarna förlorat två amiralsskepp, tillsammans med sina högsta befälhavare, och hela styrkan började nu fly i oordning. De mindre fartygen Enhorn, Ekorren, Gripen och Sjöhästen blev upphunna och erövrade, medan resten av den svenska styrkan seglade mot olika hamnar. Större delen tog sig via Landsort till Dalarö och andra till Kalmarsund. Den allierade flottan försökte utnyttja segern genom att jaga ifatt de flyende svenska fartygen, men den långa kappseglingen före slaget hade gjort att styrkan blivit utspridd och det rådde oenighet inom den danska ledningen om hur långt man skulle förfölja.

## Efterföljder

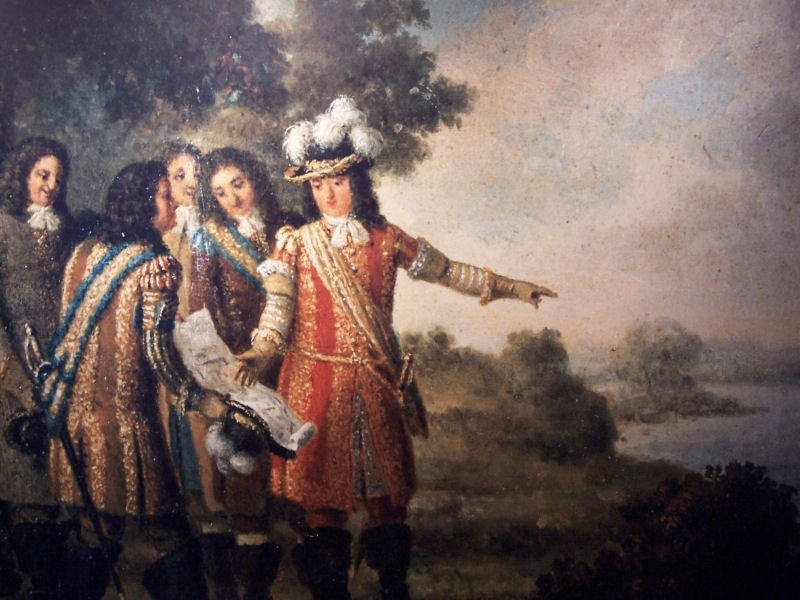
Karl XI pekar ut platsen för flottans nya huvudbas, det som senare skulle bli staden Karlskrona. Målning av Pehr Hilleström.

Den svenska flottan hade lidit ett svidande nederlag med förlust av sina två största skepp, av amiralgeneralen samt av en av sina mest erfarna amiraler. Även efter slaget fortgick motgångarna. Äpplet, (86 kanoner) slet sig från sina förtöjningar vid Dalarö, gick på grund och sjönk. Ett femtiotal överlevande bärgades av förföljande danska skepp och togs som krigsfångar tillbaka till Köpenhamn. Slaget innebar att Danmark fick obestritt sjöherravälde i Östersjön och den svenska flottan vågade inte löpa ut igen under resten av året. Den armé som byggts upp i Danmark kunde nu skeppas över till Skåne för att föra kriget in på svensk mark med landstigning den 29 juni 1676 av runt 14 500 man vid Råå, strax söder om Helsingborg.
Slaget vid Ölands södra udde var det första större svenska nederlaget i ett sjökrig som slutade med total dansk dominans över södra Östersjön fram till skånska krigets slut 1679. Svårigheterna som uppstått vintern 1675-1676 med att den svenska flottbasen i Stockholm blivit infrusen ledde till insikten att man behövde en isfri hamn som låg nära ärkefienden Danmark. Hösten 1679 valde kung Karl personligen ut platsen för den nya basen, Karlskrona, vars huvudsakliga byggnader stod klara 1686. Insikten om att flottans fartyg krävde ett avsevärt bättre underhåll och att personalen krävde en avsevärt bättre utbildning och övning lät dock vänta på sig länge än. Däremot var det slut med att tillsätta civila ämbetsman att utföra taktisk ledning över sjöstyrkor.

### Den svenska kommissionen
Nyheten om fiaskot vid Öland nådde inom en vecka Karl XI, som genast beordrade en kommission för att utreda vad som hade hänt. Kungen ville pröva om chefen för tredje eskadern Johan Bär på Nyckeln andra gjort sig skyldiga till feghet eller inkompetens. Kungen skrev den 13 juni 1676 "att en del av våra sjöofficerare sig så lachement [fegt och slarvigt] förhållit" att de "riksens säkerhet, välfärd och försvar [...] ställt uti den högsta hazard" och krävde att ett "så stort crimen strängeligen bör straffas".
Kommissionen fick i uppdrag att utreda det svenska misslyckandet och den började sitt arbete redan den 7 juni och höll på ända in i oktober 1677. Det framkom stark kritik mot såväl enskilda chefer som den svenska styrkan i sin helhet. Kommendör Anders Homman på Svärdet var bland dem som tog hårdast till orda och vittnade om att amiral Uggla sagt "se hur de hundsfottarna Själv beskrev Homman uppförandet hos de flesta av sina kollegor med följande ord: "De andra löpte som hönsen omkring gården, var på sitt håll. Och har jag varit med i sju bataljer, men aldrig sett våra fäkta så illa som den andra gången."
Ingen blev dömd av kommissionen, men Johan Bär på Nyckeln och amirallöjtnanten Christer Boije, som senare gått på grund med Äpplet, fick aldrig mer ett befäl inom flottan. Hans Clerck på Solen klarade sig bra genom granskningen och blev befordrad av kungen redan innan kommissionen kommit med sina slutsatser. Lorentz Creutz fick efteråt skulden för det mesta av katastrofen, en syn som delas av många historiker. Militärhistorikerna Lars Ericson Wolke och Olof Sjöblom har i viss mån försvarat Creutz och påpekat att hans uppgift i första hand varit administrativ med underordnade som varit kunniga i sjöfrågor och att han inte ensam kan bära ansvaret för misslyckandet..

### Dispyter på den danska sidan
Trots att man inte förlorat några fartyg var man även på den danska sidan missnöjd med hur de egna styrkorna uppfört sig. Jørgen Barfod förklarar att slaget fortgick "under helt uordnade former fra først til sidst" eftersom Tromp hade givit order om att var och en skulle angripa fienden så fort man kunde komma till. Kappseglingen mot de svenska vattnen norr om Öland bidrog också till att sprida ut den allierade flottan; de danska fartygen kunde helt enkelt inte hålla takt med de nederländska. Niels Juel klagade senare i ett brev till danska riksamiralen över att nederländarna inte hjälpt till med att förfölja den svenska flottan. Han menade att man därigenom kunde ha gett "de svenske en sådan feber på deres hals, at alle de doctores i Stockholm ikke skulle have været gode for at kurere dem i år og dag igen". När Tromp väl sände in en "relation", en sammanfattande rapport, till den danska kungen beklagade han sig över sina underordnades uppförande men vägrade nämna några namn och bad om att de inte skulle straffas.
Kaptenen för brännaren t'Hoen, som hade antänt Svärdet efter att hon gett upp, fängslades av Tromp och utsattes för så "omild behandling" att han dog efter ett par dagar. van Almondes skepp Delft hade varit i hård strid och förlorade runt 100 man och de flesta officerarna sårades.

## Styrkor
Siffrorna i parentes anger antalet kanoner för varje fartyg. "Kofferdiskepp" var en typ av handelsfartyg som var byggda så att de även kunde användas i krig och var därför inte specialbyggda krigsfartyg. "Lastdragare" var en allmän term för underhålls- och transportfartyg. En brännare var ett ombyggt fartyg som användes för att sätta eld på fiendefartyg.
| Första eskadern Flaggskepp: Churprindsen (68), Niels Juel - Christianus IV (58) - Gyldenløve (56) - Anna Sophia (62) - Delmenhorst (44) - Nellebladet (54) - Lindormen (46) - København (36) - Hommeren (32) - Anthonette (26) - Caritas (34) - Fire Kronede Lillier (4) - Stokfisken, Abrahams Offer (brännare) Andra eskadern Flaggskepp: Christianus V (80), Cornelis Tromp - Tre Løver (64) - Oostergoo (60) - Charlotta Amalie (64) - Enighed (66) - Fridericus III (64) - Campen (44) - Havmanden (36) - Havfruen (26) - Spraglede Falk (18) - Louys og t'Hoen (brännare) Tredje eskadern Flaggskepp: Delft (62), Philip van Almonde - Waesdorp (68) - Dordrecht (46) - Ackerboom (60) - Gideon (60) - Justina (64) - Noortholland (44) - Caleb (40) - Utrecht (38) - Hvide Falk (26) - Delft (28) - Perlen (8) - Leonora (brännare) | Första eskadern Flaggskepp: Kronan (105), Lorentz Creutz - Solen (74), Hans Clerck - Wrangel (60) - Draken (66) - Herkules (56) - Neptunus (44) - Maria (44) - Fenix (36) - Sundsvall (32) - Enhorn (16) - Pärlan (28, kofferdiskepp) - Tre Bröder (12, lastdragare) - Mjöhund (10, lastdragare) - Sjöhästen (8, lastdragare) - Jakob, Svan (brännare) Andra eskadern Flaggskepp: Svärdet (94), Claas Uggla - Mars (72) - Merkurius (64) - Hieronymus (64) - Svenska Lejonet (48) - Göteborg (48) - Fredrika Amalia (34) - Uttern (24) - Flygande Vargen (44, kofferdiskepp) - Järnvågen (24, kofferdiskepp) - Ekorren (8, lastdragare) - Posthornet (8, lastdragare) - Råbocken (8, lastdragare) - Rödkritan (brännare) - Duvan (brännare) Tredje eskadern Flaggskepp: Nyckeln (84), Johan Bär - Äpplet (86), Christer Boije - Saturnus (64) - Caesar (60) - Wismar (54) - Riga (54) - Hjorten (36) - Solen (54, kofferdiskepp) - Salvator (30) - Gripen (8, lastdragare) - Sjöman (8, lastdragare) - Postiljon (brännare) Fjärde eskadern - Victoria (80) - Venus (64) - Jupiter (70) - Carolus (60) - Spes (48) - Abraham (44) - Nordstjärnan (28) - Trumslagaren (34, kofferdiskepp) - Konung David (32, kofferdiskepp) - Elisabeth (12, kofferdiskepp) - Fortuna (12, lastdragare) - Måsen (8, lastdragare) - Jägaren (brännare) |